# Adriaan Koerbagh
Adriaan Koerbagh (1633, Amsterdam - 1669, Amsterdam) est un lettré néerlandais, un juriste, et un philosophe connu pour sa critique de la religion.

## Biographie
Adriaan Koerbagh fit ses études à l’Université d'Utrecht de 1653 à 1656, puis à celle de Leyde et devint docteur en médecine et en droit.
Il fut sans doute une des figures les plus radicales du Siècle d'or néerlandais, préfigurant, en bien des points même, le Siècle des Lumières. C'est à Leyde qu'il fit la connaissance de Baruch Spinoza, né la même année que lui, et de son cercle d'amis, dont Johannes Bouwmeester et Lodewijk Meyer.
Koerbagh dénonça le rôle des Églises dans l'État, et fut considéré comme un libre-penseur. Il expliqua que la Bible et les dogmes religieux comme la Trinité ou la nature divine du Christ étaient des œuvres humaines. Comme Spinoza, il défendit une forme de panthéisme en affirmant que rien n'existe hors de la Nature. Les sciences de la nature étant donc la vraie théologie. Il alla même plus loin que Spinoza en écrivant que la religion est irrationnelle et ne maintient sa position que par la tromperie et la violence.
Il écrivit en 1664 Nieuw Woorden-Boeck der Regten (Le Nouveau dictionnaire des droits) et en 1668 Een bloemhof van allerley lieflijkheyd sonder verdriet (Un jardin de fleurs de toutes sortes de délices sans tristesse), sous le pseudonyme de Vreederijk Waarmond. Ce livre se présentait comme une explication de divers mots étrangers mais suscita une opposition religieuse qui le contraignit à s'enfuir à Culemborg, une commune autonome près d'Utrecht, pour ne pas être extradé, puis à Leyde. 
Adriaan Koerbagh continua alors sa critique de l'Église réformée néerlandaise et catholique dans sa troisième œuvre, Een Ligt schynende in duystere plaatsen, om te verligten de voornaamste saaken der Godsgeleerdtheyd en Godsdienst (Une Lumière éclairant les ténèbres pour illuminer les questions de Théologie et de Religion, 1668). Il y réfute notamment la trinité, la divinité de Jésus, et l'idée de Dieu comme un esprit incorporel. Il revint à Leyde mais fut trahi par son imprimeur, qui avait pris connaissance du contenu de l'ouvrage. Il fut arrêté par les autorités avec son frère Johannes.
Jugé coupable de blasphème, Adriaan Koerbagh fut condamné en 1668 à dix ans de détention et de travaux forcés dans la prison à Amsterdam, avec une amende de 4 000 florins, qui seraient suivis de l'exil à la fin de sa peine. Il mourut en prison quelques mois après, en octobre 1669, à l'âge de 36 ou 37 ans, dans les geôles du Rasphuis. Ses publications furent en grande partie détruites par les autorités de la République. Libéré, faute de preuves, son frère Johannes mourut trois ans après en 1672.
Koerbagh avait montré que la tolérance de la République des Provinces-Unies, bien que grande comparée aux autres pays de cette époque, n'était certainement pas sans limite. Spinoza écrivit le Traité théologico-politique, livre de défense de la liberté d'expression en 1670 en partie sous l'émoi de la mort prématurée de son ami.

## Œuvres
- Nieuw-woordenboek der Regten (Le Nouveau dictionnaire des droits), 1664
- Een Bloemhof van allerley lieflijkheyd sonder verdriet (Un Jardin floral de tous les délices), 1668
- Een ligt Schijnende in Duystere Plaatsen, om te verligten de voornaamste saaken der Godsgeleerdtheyd en Godsdienst (Une Lumière éclairant les ténèbres pour illuminer les questions de Théologie et de Religion), 1668, réédité en 1974

## Sources
- Gerrit H. Jongeneelen, « La Philosophie politique d'Adrien Koerbagh », Cahiers Spinoza, VI, p. 247-267.
- (en) Michiel R. Wiliema, « Adriaan Koerbagh : Biblical criticism and enlightenment », Early Enlightenment in Dutch Republic, 1650-1750, Van Bunge (dir.), Leyde, 2003, p. 77-80.
- Nelleke Noordervliet: "Helden van het vrije woord", NRC Handelsblad, 18 juin 2007.
- (en) Jonathan I. Israel, Radical Enlightenment: Philosophy and the Making of Modernity 1650-1750; Oxford University Press, USA, 2002.
- (nl) Ewoud Sanders, Woorden van de duivel. Een bloemlezing uit het enige verboden Nederlandse woordenboek van Adriaan Koerbagh, De Bijenkorf, Amsterdam, 1993.
- (nl) Hubert Vandenbossche, Adriaan Koerbagh en Spinoza Brill, Leyde, 1977.
- P.H. van Moerkerken 'Adriaan Koerbagh, strijder voor het vrije denken' dans la série De Vrije Bladen, Van Oorschot, Amsterdam, 1948.
- K.O. Meinsma, Spinoza en zijn Kring, The Hague, 1896, traduction française Spinoza et son cercle, étude critique historique sur les hétérodoxes hollandais, Librairie philosophique J. Vrin, Paris, 2006.